# Andrzej Czeczot
Andrzej Czeczot (ur. 27 października 1933 w Krakowie, zm. 9 maja 2012 w Warszawie) – polski grafik i twórca filmów animowanych. Najbardziej znany jako autor rysunków satyrycznych i klasycznych filmów animowanych, ważnym obszarem jego twórczości było również projektowanie grafiki użytkowej (plakaty, afisze, okładki i ilustracje książkowe).

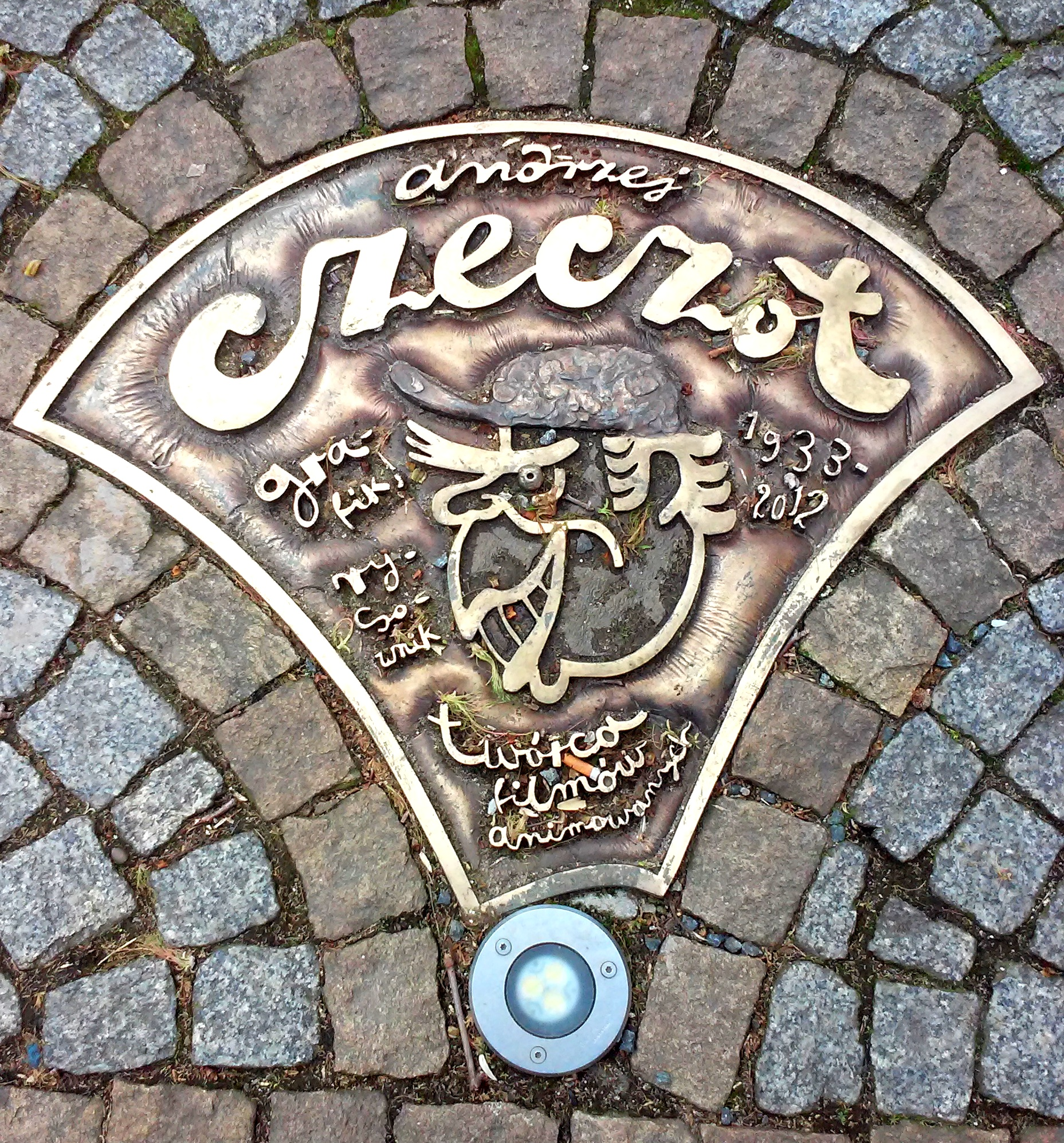
Tablica pamiątkowa w Alei Gwiazd Satyrykonu na głównym deptaku Legnicy (ul. Najświętszej Marii Panny)

## Życiorys
Absolwent Akademii Sztuk Pięknych w Krakowie (studiował w Katowicach na Wydziale Grafiki, filii krakowskiej ASP; dyplom w 1957). Od 1955 należał do PZPR. Internowany w czasie stanu wojennego. Od 1982 do 1997 mieszkał i pracował w USA.
Zadebiutował w tygodniku „Szpilki” w 1956. W PRL publikował rysunki w wielu tytułach; rozpoczął też współpracę z niemieckim Pardonem i amerykańskim The New Yorker. W czasie emigracji jego rysunki zamieszczały także The New York Times i The Wall Street Journal; szwajcarski Graphis zamieścił w jednym z numerów z lat 80. monografię Czeczota. Publikował w „Polityce” i „Nie”.
W 2002 zrealizował pełnometrażowy film animowany Eden, za który otrzymał Nagrodę Dodatkową Jury na 27 Festiwalu Polskich Filmów Fabularnych w Gdyni. Bohater filmu dokumentalnego Z Czeczotem przez niebo i piekło (2000, reż. Piotr Bikont).
15 grudnia 2008 z rąk ministra kultury i dziedzictwa narodowego Bogdana Zdrojewskiego odebrał Złoty Medal „Zasłużony Kulturze Gloria Artis”.
Zmarł 9 maja 2012 w związku z chorobą nowotworową, na którą zapadł na ponad rok przed śmiercią. Pochowany na cmentarzu św. Jadwigi w Pszczynie.
Jest jednym z bohaterów książki Jerzego Armaty Anima. Mistrzowie polskiej animacji (wyd. EGoFILM, Warszawa 2025).

## Proces o karykaturę
W 1976 Czeczot został pozwany do sądu przez aktora Ryszarda Filipskiego. Powodem był rysunek zamieszczony w tygodniku Literatura, na którym widniała postać, z twarzą ukrytą pod kominiarką, siedząca przy stole, na którym znajdowały się pistolet oraz puszka z metką „Zyklon B”, w tle natomiast wisiał afisz teatralny z napisem: Teatr Ludowy w Nowej Hucie – „Ryszard IV”. Kierujący wówczas tym teatrem Filipski odebrał rysunek jako przekraczającą dopuszczalne granice krytykę swojej osoby.
Rysunek Czeczota miał w istocie piętnować zaangażowanie polityczne Filipskiego po stronie PZPR, nadużywanie przez niego haseł nacjonalistycznych, również tych o zabarwieniu antysemickim. Pierwsza wersja tego rysunku była nawet bardziej wymowna i dlatego została ocenzurowana. Na nim mężczyzna o rysach twarzy Filipskiego, w bryczesach i oficerkach, zaganiał tłum ludzi do przypominającego krematorium budynku oznaczonego szyldem Teatru Ludowego w Nowej Hucie.
Ponieważ Filipski był hołubiony przez rządzącą partię, jeszcze przed rozpoczęciem procesu Czeczota spotkało wiele szykan. Natychmiast stracił pracę w Literaturze (a miał tam stałą rubrykę), stał się bohaterem oszczerczej kampanii w partyjnej prasie, musiał meldować się cztery razy w tygodniu na posterunku milicji, był demonstracyjnie legitymowany w miejscach publicznych przez patrole MO, odbierał telefony z wyzwiskami i pogróżkami.
W czasie procesu Czeczota bronili Jan Olszewski i Stanisław Szczuka. Filipskiego wspierał na sali sądowej, podobnie jak on zaangażowany politycznie, reżyser filmowy Bohdan Poręba. Świadkami powołanymi przez oskarżenie byli m.in. Kazimierz Kutz i Jonasz Kofta. Kutz miał potwierdzić zeznanie Poręby, że w czasie spotkania towarzyskiego w jego mieszkaniu, Czeczot przyznał Porębie, że to syjoniści namówili go do wykonania inkryminowanego rysunku. Kofta miał opowiedzieć o podobnym stwierdzeniu Czeczota, które miał usłyszeć w czasie obiadu spożywanego w krakowskiej restauracji SPATiF w towarzystwie rysownika i jednego z aktorów Teatru Ludowego. I Kutz, i Kofta zgodnie zeznawali, że słowa Czeczota o syjonistycznej inspiracji, były żartem rysownika, który zakładał, że podpuszczeni przez niego Poręba i aktor teatru Ludowego powtórzą je Filipskiemu.
Oskarżenie usiłowało dowieść Czeczotowi antysemityzm i nieposzanowanie obozu zagłady w Auschwitz-Birkenau. Oskarżenie wnioskowało tak z faktów, że jednym z elementów garderoby rysunkowego gangstera był tzw. mieczyk Chrobrego – symbol przedwojennej antysemickiej organizacji ONR oraz uzbrojenie gangstera stanowiła m.in. puszka niesławnego środku Cyklon B i pistolet Parabellum (element stereotypowego wizerunku żołnierza niemieckiego w czasie II wojny światowej).
Jesienią 1976 sąd skazał rysownika na sześć miesięcy więzienia w zawieszeniu, zasądził pokrycie przez niego kosztów procesu, wpłatę nawiązki na cele społeczne i nakazał Czeczotowi wystosowanie przeprosin.
Dalekim echem procesu było internowanie Czeczota w 1981.

## Nagrody
- 1970, 1971, 1973 – Złota Szpilka, nagroda przyznawana przez redakcję tygodnika Szpilki
- 1978 – Brązowy Lajkonik na Festiwalu Filmów Krótkometrażowych w Krakowie
- 2003 – Eryk, przyznany przez Stowarzyszenie Polskich Artystów Karykatury

## Zbiory książkowe rysunków
- Gumno. Warszawa: Wydawnictwo Iskry, 1979. ISBN 83-207-0060-4. Brak numerów stron w książce
- Nic się nie zdarzyło !! !. Warszawa: Wydawnictwo Czytelnik, 1980. ISBN 83-07-00118-8. Brak numerów stron w książce
- IFO – zidentyfikowane obiekty latające. Gdańsk: Wydawnictwo KAW, 1980. Brak numerów stron w książce
- New York Fables. Bajki nowojorskie. Nowy Jork-Chotomów: Verba, 1990. ISBN 83-85061-04-5. Brak numerów stron w książce
- Album przedśmiertny. Warszawa: Wydawnictwo Iskry, 2008. ISBN 978-83-244-0084-3. Brak numerów stron w książce